# IC 3282
IC 3282 је појединачна звијезда у сазвјежђу Береникина коса која се налази на листи објеката дубоког неба у Индекс каталогу.
Деклинација објекта је + 25° 40' 14" а ректасцензија 12h 24m 28,0s.